# Sclerochiton obtusisepalus
Sclerochiton obtusisepalus är en akantusväxtart som beskrevs av C. B. Cl.. Sclerochiton obtusisepalus ingår i släktet Sclerochiton och familjen akantusväxter. Inga underarter finns listade i Catalogue of Life.